# Santa Rita, Tapachula
Santa Rita är en ort i Mexiko.   Den ligger i kommunen Tapachula och delstaten Chiapas, i den sydöstra delen av landet, 900 km sydost om huvudstaden Mexico City. Santa Rita ligger 538 meter över havet och antalet invånare är 351.
Terrängen runt Santa Rita är lite bergig. Runt Santa Rita är det ganska tätbefolkat, med 179 invånare per kvadratkilometer. Närmaste större samhälle är Huixtla, 17,8 km väster om Santa Rita. I omgivningarna runt Santa Rita växer i huvudsak städsegrön lövskog.